# Lever topographique
En topographie, un lever (ou levé) a pour objectif de récolter des données existantes sur le terrain en vue de leur transcription, à l'échelle, sur plan ou sur carte. L'ensemble des informations obtenues, un semis de points, peut aussi avoir cette dénomination de lever.
Deux opérations conjointes sont nécessaires pour pouvoir situer chaque point suivant trois axes X, Y (plan) et Z (altitude) : le lever planimétrique et le lever altimétrique.
Il existe différents modes d'acquisition de ces données.
Soit les opérations sont menées conjointement avec deux appareils de mesure différents (X, Y + Z), soit les opérations de lever sont réalisées à l'aide d'un seul appareil de mesure (X, Y, Z) : elle consiste à mettre un appareil de mesure (théodolite) sur un point de station choisi. 

## Mise en station

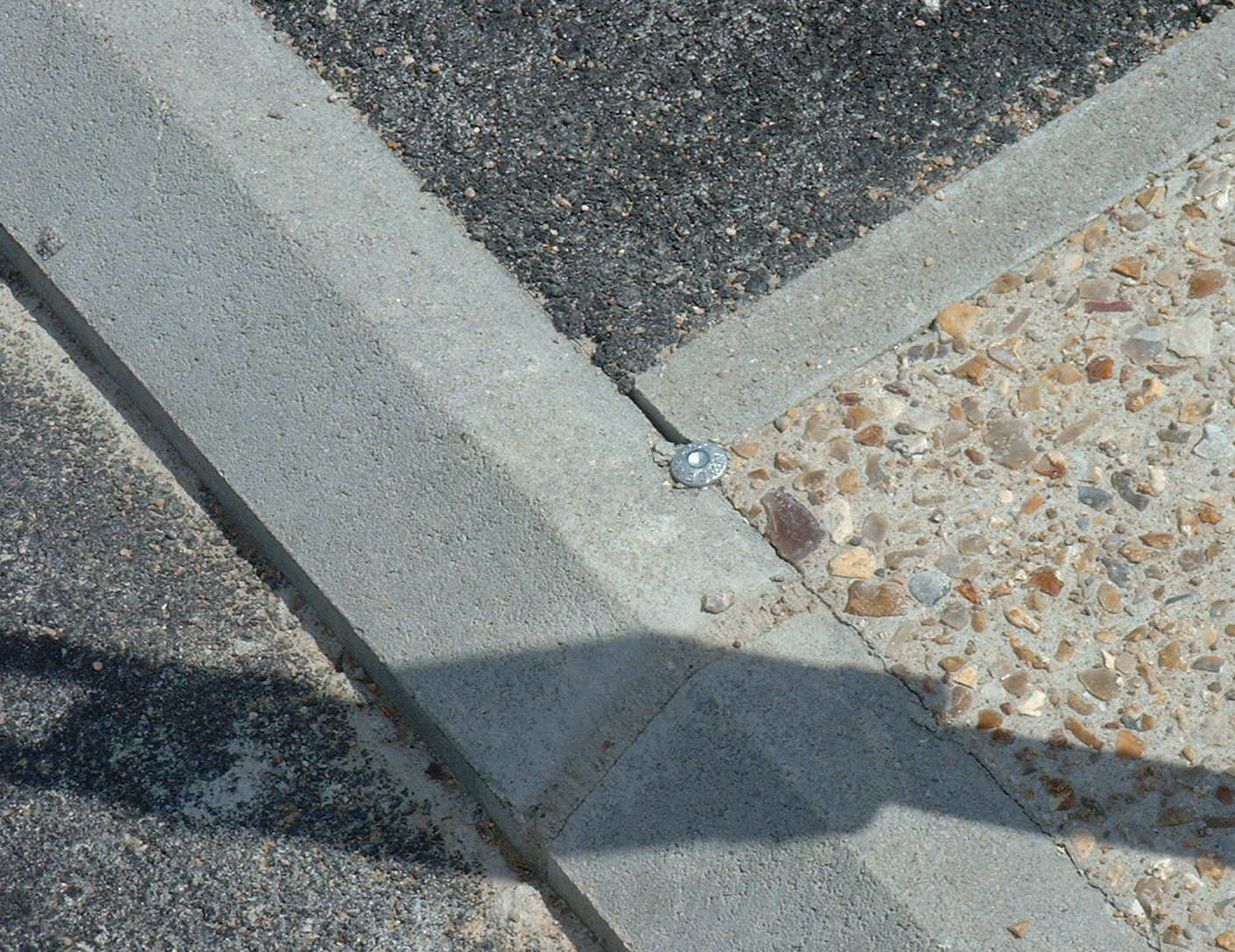
La mise en station de l'appareil nécessite la mise en place d'un repère fixe alias : « point dur ». Il est matérialisé au sol par un clou d'arpentage.

La mise en station initiale doit souvent être épaulée par deux ou trois stations de recoupement au départ desquelles l'instrument de mesure va viser les mêmes points pour confirmer leurs coordonnées par triangulation.
Il faut tout d'abord mettre le théodolite, le tachéomètre, la station totale ou le scanner tridimensionnel en station, c’est-à-dire qu'il faut le positionner de manière que l'axe vertical de l'appareil soit perpendiculaire au plan horizontal de la station. Il est ensuite possible de relever tous les points caractéristiques du terrain (il convient de connaître parfaitement la précision des appareils suivant la documentation fournie par les constructeurs, notamment celle concernant la mesure des angles horizontaux et verticaux).
Au départ de ce point de station, il sera possible de réaliser une série de mesures par rayonnement. Si le terrain est très étendu, il faudra réaliser un cheminement.
Les mises en station « point dur » doivent intégrer aussi les déformations curvilinéaires (la terre est un géoïde et sa représentation en plan est en deux dimensions). Des distorsions apparaissent déjà lorsque le point de station est distant de ± 1600 m des points du semis.
Il va falloir déplacer l'appareil de mesure pour pouvoir couvrir tout le terrain de l'étude.
Le cheminement consiste à déplacer le point de station.
Il va falloir relever, à partir du point de station 1, la position de la station 2 pour connaître les coordonnées de celle-ci et pour que le repérage soit complet, il ne faut pas oublier de relever sur la station 2 la position de la station 1 (pour que les points relevés de la station 2 soit repérés dans un même système de mesure par rapport à la station 1). Les points de station successifs (station 1, station 2, station 3, etc.) s'articulent ainsi les uns aux autres.
Cependant, lorsque l'on souhaite avoir un document d'arpentage, il est utile de savoir ses dimensions.

## Codification
L'appareil peut enregistrer un code en plus de la position d'un point. Le code permet d'identifier le point relevé, ce qui facilite le travail de dessin à l'ordinateur. Toutes sortes d'objets peuvent avoir leur code (angle de bâtiment, porte, détail de trottoir, candélabre, tampon, crête de talus, fossé, etc.) pour que l'ordinateur trace automatiquement les traits significatifs entre les points.

## Export
Une fois le lever terminé, les données stockées dans l'appareil sont transférées sur un ordinateur (en général au format DXF ou DWG) pour effectuer le report et éditer le plan final.